# La Plata Rugby Club
La Plata Rugby Club es un club de rugby argentino de la ciudad de La Plata, en la provincia de Buenos Aires. Fue fundado el 20 de marzo de 1934, y se desempeñaba en el  Top 12 de la URBA.
La Plata Rugby Club mantiene una cierta rivalidad con los demás clubes platenses: San Luis, Los Tilos, Universitario y Albatros. 
Además de aventajar en el historial a todos los clubes de la ciudad.
Es el equipo de rugby platense que cuenta con la mayor cantidad de títulos en su haber con cuatro. Lo sigue San Luis con un título.

## Historia
Fue fundado el 20 de marzo de 1934 luego de que la Unión de Rugby del Río de la Plata comunicara por reglamento que no se permitía la afiliación de clubes con profesionales de otros deportes. Uno de los fundadores de La Plata Rugby Club fue Constantino De Pol.
La representación del Club de Gimnasia y Esgrima La Plata comenzó a figurar con el nombre de "Gimnasia y Esgrima La Plata Rugby Club", pero poco tiempo después se desvincula totalmente, debido al reglamento, dando lugar al club "La Plata Rugby Club".
Unos de los títulos recordados por todos los simpatizantes fue el de 1995 y el nacional de clubes de 2007.
La comisión directiva completa:
Comisión directiva completa = Autoridades
- PRESIDENTE
  - Alberto Dacal
- VICEPRESIDENTE
  - Sebastián Addiechi
- SECRETARIO
  - Franco Di Lucca

PROSECRETARIO: Santiago Beti
TESORERO: Agustín Lopéz Ruf
PROTESORERO: Eduardo Featherson
CAPITAN GENERAL: Dimas Suffer Quirno
VOCALES TITULARES: Nicolás Addiechi, Juan Sorrarain, Matias di Rago, Gastón Mendy, Ignacio Sarasqueta
VOCALES SUPLENTES: Fernando de Urquiza, Ricardo Molina, Alberto Dacal, Marcial Gomila
Miembros titulares de la Comisión Revisora de Cuentas: Fernando Cafasso, Estaban Durante, Benjamin Tomaghelli
Miembros suplentes de la Comisión Revisora de Cuentas: Santiago Uranga, Patricio Escobar O´Neil

## Desapariciones de jugadores
En la década del 70 veinte deportistas de La Plata Rugby Club (LPRC) sufrieron desaparición forzada,  víctimas del terrorismo de Estado. Su historia dio origen al libro del periodista Claudio Gómez, titulado "Maten al rugbier".  La represión en los 70 se ensañó con la ciudad de La Plata.
Hernán Rocca, Pablo del Rivero, Hugo Lavalle, Abigail Attademo, Eduardo Navajas, Abel Vigo, Eduardo Merbilhaá, Marcelo Bettini, Mario Mercader, Jorge Moura, Rodolfo Axat, Luis Munitis, Alejandro García Martegani, Otilio Pascua, Pablo Balut, Santiago Sánchez Viamonte, Enrique Sierra, Mariano Montequín, Julio Álvarez y Alfredo Reboredo conforman el grupo de los rugbistas desaparecidos, cinco de los cuales militaban en el ERP (Ejército Revolucionario del Pueblo), cuatro en el Partido Comunista Marxista Leninista (PCML) y el resto en la UES (Unión Estudiantil Secundaria) la JUP (la Juventud Universitaria Peronista) y Montoneros.

## Socios
El club cuenta con 1500 socios activos

## Uniforme
- Uniforme titular: camisa Amarilla, pantalón azul y medias azules.
- Uniforme alternativo: Camiseta azul, pantalón azul y medias azules.

## Palmarés

### Masculino
| Torneos oficiales                      | Torneos oficiales |
| Competición                            | Títulos           |
| -------------------------------------- | ----------------- |
| Torneo Nacional de Clubes              | 2007.             |
| Torneo de la URBA                      | 1995              |
| Copa Federal                           | 1998              |
| Copa Ciudad de Buenos Aires de la URBA | 2014              |

### Femenino
| Torneos oficiales         | Torneos oficiales |
| Competición               | Títulos           |
| ------------------------- | ----------------- |
| Torneo Nacional de Clubes | 2017.             |